# Lista das estruturas mais altas do mundo

Comparação da estruturas mais altas do mundo.

Até meados do século XX, o recorde de estrutura mais alta do mundo era claramente definido. Desde então, porém, há uma discussão e muita confusão sobre os critérios de definição envolvidos. Em se tratando de altura absoluta, a maioria das estruturas mais altas são as torres de transmissões de rádio e TV, em torno de 610 metros de altura.
Entre as discussões sobre critérios de definição:
- Estruturas sustentadas por cabos devem ou não ser consideradas?
- Somente a altura "habitável" e "habitada" deve ser considerada?
  - Em caso positivo, decks, galerias e mirantes de observação "transformam" torres de transmissões e comunicações em estruturas "habitáveis"?
- Antenas nos topos dos edifícios devem ser contadas na altura das estruturas? (a discussão tem como foco estruturas em forma de espiral ou "detalhes arquitetônicos")
- Estruturas em construção devem ser incluídas na lista?
- Estruturas em alto-mar devem ter sua altura submersa incluída na altura total?

## Estruturas mais altas
| Nome                                      | Altura do pináculo | Altura do pináculo | Ano        | tipo de estrutura      | Principal uso                    | País                   | Cidade                                  | Observações                                                                                                 | Coordenadas                        |
| ----------------------------------------- | ------------------ | ------------------ | ---------- | ---------------------- | -------------------------------- | ---------------------- | --------------------------------------- | --- | ---------------------------------- |
| Burj Khalifa                              | 2717 pés           | 828 m              | 2009       | Arranha-céu            | Escritório, hotel, residencial   | Emirados Árabes Unidos | Dubai                                   | Altura atingida em 17-1-2009                                                                                | 25° 11′ 50″ N, 55° 16′ 26,6″ L     |
| Torre de rádio de Varsóvia                | 2121 pés           | 646,4 m            | 1974       | Torre                  | transmissão LF                   | Polônia                | Gąbin-Konstantynów, Voivodia da Mazóvia | isolada; desabou em 8 de agosto de 1991, durante a troca do fio guy.                                        | 52° 22′ 03,44″ N, 19° 48′ 08,51″ L |
| Tokyo Sky Tree                            | 2080 pés           | 634 m              | 2012       | Torre                  | transmissão UHF/VHF              | Japão                  | Tóquio                                  | Altura atingida em 18-3-2011                                                                                | 35° 42′ 35,5″ N, 139° 48′ 39″ L    |
| Torre da KVLY-TV                          | 2063 pés           | 628,8 m            | 1963       | Torre                  | transmissão UHF/VHF              | E.U.A.                 | Blanchard (Dakota do Norte)             | a torre tem o mastro mais alto do mundo                                                                     | 47° 20′ 32″ N, 97° 17′ 20″ O       |
| Torre KXJB-TV                             | 2060 pés           | 627,8 m            | 1998       | Torre                  | transmissão UHF/VHF              | E.U.A.                 | Galesburg (Dakota do Norte)             | Reconstruída após colapso em 14 de fevereiro de 1968 e em 6 de abril de 1997                                | 47° 16′ 45″ N, 97° 20′ 27″ O       |
| Torre KXTV/KOVR                           | 2049 pés           | 624,5 m            | 2000       | Torre                  | transmissão UHF/VHF              | E.U.A.                 | Walnut Grove (Califórnia)               | Mais alta estrutura da Califórnia                                                                           | 38° 14′ 24″ N, 121° 30′ 07″ O      |
| Torre de Televisão de Cantão              | 2001 pés           | 610 m              | 2009       | Torre de concreto      | Observação e transmissão UHF/VHF | China                  | Cantão                                  | Ficou em primeiro lugar no início de 2009                                                                   | 23° 06′ 23,3″ N, 113° 19′ 28,5″ L  |
| Plataforma Petronius                      | 2001 pés           | 610 m              | 2000       | Plataforma em alto mar | Extracção de petróleo            | Golfo do México        | Campo de petróleo                       | Localizada aprox. 210 km (130 mi) do sudeste de New Orleans                                                 | 29° 06′ 30″ N, 87° 56′ 30″ O       |
| Torre KATV                                | 2000 pés           | 609,6 m            | 1965?1967? | Torre                  | transmissão UHF/VHF              | E.U.A.                 | Redfield (Arkansas)                     | era a mais alta estrutura do Arkansas, colapsou em 1/11/2008                                                | 34° 28′ 24″ N, 92° 12′ 11″ O       |
| Torre KCAU TV                             | 2000 pés           | 609,6 m            | 1965       | Torre                  | transmissão UHF/VHF              | E.U.A.                 | Sioux City (Iowa)                       | Mais alta estrutura de Iowa (equal)                                                                         | 42° 35′ 11″ N, 96° 13′ 57″ O       |
| Torre WECT TV6                            | 2000 pés           | 609,6 m            | 1969       | Torre                  | transmissão UHF/VHF              | E.U.A.                 | Colly Township (Dakota do Norte)        | Estrutura mais alta na Carolina do Norte                                                                    | 34° 34′ 44″ N, 78° 26′ 12″ O       |
| Torre WHO-TV, KDIN-TV,WOI-FM              | 2000 pés           | 609,6 m            | 1972       | Torre                  | transmissão VHF-TV, rádio FM     | E.U.A.                 | Alleman (Iowa)                          | Mais alta estrutura no Iowa (ex-aequo); também conhecida como LocalTV LLC Tower                             | 41° 48′ 33″ N, 93° 36′ 53″ O       |
| Torre KCCI                                | 2000 pés           | 609,6 m            | 1974       | Torre                  | transmissão UHF/VHF              | E.U.A.                 | Alleman (Iowa)                          | Mais alta estrutura no Iowa (ex-aequo)                                                                      | 41° 48′ 35″ N, 93° 37′ 17″ O       |
| Torre-WEAU                                | 2000 pés           | 609,6 m            | 1981       | Torre                  | transmissão UHF/VHF              | E.U.A.                 | Fairchild (Wisconsin)                   | Mais alta estrutura do Wisconsin                                                                            | 44° 39′ 50″ N, 90° 57′ 41″ O       |
| Diversified Communications Tower          | 2000 pés           | 609,6 m            | 1981       | Torre                  | transmissão UHF/VHF              | E.U.A.                 | Floyd Dale (Dakota do Sul)              | Mais alta estrutura da Carolina do Sul (ex-aequo)                                                           | 34° 22′ 03″ N, 79° 19′ 48″ O       |
| Torre AFLAC                               | 2000 pés           | 609,6 m            | 1984       | Torre                  | transmissão UHF/VHF              | E.U.A.                 | Rowley (Iowa)                           | Mais alta estrutura do Iowa (ex-aequo)                                                                      | 42° 24′ 02″ N, 91° 50′ 37″ O       |
| Torre-WBTV                                | 2000 pés           | 609,6 m            | 1984       | Torre                  | transmissão UHF/VHF              | E.U.A.                 | Dallas (Dakota do Norte)                | Mais alta estrutura da Carolina do Norte (ex-aequo)                                                         | 35° 21′ 51″ N, 81° 11′ 12″ O       |
| Torre Hearst-Argyle                       | 2000 pés           | 609,6 m            | 1985       | Torre                  | transmissão UHF/VHF              | E.U.A.                 | Walnut Grove (Califórnia)               | | 38° 15′ 54″ N, 121° 29′ 28″ O      |
| Torre WTTO                                | 2000 pés           | 609,6 m            | 1986       | Torre                  | transmissão UHF/VHF              | E.U.A.                 | Windham Springs (Alabama)               | Mais alta estrutura do Alabama                                                                              | 33° 28′ 51″ N, 87° 24′ 03″ O       |
| Torre-WCSC                                | 2000 pés           | 609,6 m            | 1986       | Torre                  | transmissão UHF/VHF              | E.U.A.                 | Awendaw (Dakota do Sul)                 | Mais alta estrutura em S Carolina (equal)                                                                   | 32° 55′ 29″ N, 79° 41′ 57″ O       |
| Torre-KTVE                                | 2000 pés           | 609,6 m            | 1987       | Torre                  | transmissão UHF/VHF              | E.U.A.                 | Bolding (Arkansas)                      | também conhecida como SpectraSite Tower Bolding, é a mais alta estrutura de Arkansas                        | 33° 04′ 41″ N, 92° 13′ 41″ O       |
| Torre WCTV                                | 2000 pés           | 609,6 m            | 1987       | Torre                  | transmissão UHF/VHF              | E.U.A.                 | Metcalf (Georgia)                       | Maior estrutura na Georgia                                                                                  | 30° 40′ 14″ N, 83° 56′ 26″ O       |
| Torre WCIX TV Tower                       | 2000 pés           | 609,6 m            | 1992       | Torre                  | transmissão UHF/VHF              | E.U.A.                 | Homestead (Flórida)                     | entrou em colapso durante a furacão Andrew, em 1992, reconstruído em 1993, com redução da altura de 538,6 m | 25° 32′ 25″ N, 80° 28′ 06″ O       |
| Torre TV Alabama                          | 2000 pés           | 609,6 m            | 1996       | Torre                  | transmissão UHF/VHF              | E.U.A.                 | Windham Springs (Alabama)               | Mais alta estrutura de Alabama                                                                              | 33° 28′ 48″ N, 87° 25′ 50″ O       |
| Torre KDLT                                | 2000 pés           | 609,6 m            | 1998       | Torre                  | transmissão UHF/VHF              | E.U.A.                 | Rowena (Dakota do Sul)                  | Mais alta estrutura de South Dakota                                                                         | 43° 30′ 18″ N, 96° 33′ 23″ O       |
| Torre KMOS TV                             | 2000 pés           | 609,6 m            | 2002       | Torre                  | transmissão UHF/VHF              | E.U.A.                 | Syracuse (Missouri)                     | Mais alta estrutura de Missouri; também chamada Rohn Tower                                                  | 38° 37′ 36″ N, 92° 52′ 04″ O       |
| Torre Liberman Broadcasting Era           | 2000 pés           | 609,6 m            | 2006       | Torre                  | transmissão UHF/VHF              | E.U.A.                 | Era (Texas)                             | Mais alta estrutura de Texas                                                                                | 33° 29′ 05,5″ N, 97° 24′ 44,8″ O   |
| Torre Winnie Cumulus Broadcasting         | 2000 pés           | 609,6 m            | ?          | Torre                  | transmissão UHF/VHF              | E.U.A.                 | Winnie (Texas)                          | Construído, embora a FCC-ENTRY menciona-o como concedido                                                    | 29° 56′ 09,8″ N, 94° 30′ 39,4″ O   |
| Torre WRAL HDTV                           | 2000 pés           | 609,5 m            | 1991       | Torre                  | transmissão UHF/VHF              | E.U.A.                 | Auburn (Dakota do Norte)                | reconstruída após o colapso de dois mastros com uma altura de 609,3 m em dezembro de 1989                   | 35° 40′ 35,1″ N, 78° 32′ 07,2″ O   |
| Perry Broadcasting Tower                  | 2000 pés           | 609,5 m            | 2004       | Torre                  | transmissão UHF/VHF              | E.U.A.                 | Alfalfa (Oklahoma)                      | Mais alta estrutura de Oklahoma                                                                             | 35° 15′ 03,8″ N, 98° 36′ 53,8″ O   |
| KY3 Tower                                 | 1999 pés           | 609,4 m            | 2000       | Torre                  | transmissão UHF/VHF              | E.U.A.                 | Fordland (Missouri)                     | | 37° 10′ 26″ N, 92° 56′ 28,1″ O     |
| SpectraSite Tower Thomasville             | 1999 pés           | 609,4 m            | 2002       | Torre                  | transmissão UHF/VHF              | E.U.A.                 | Thomasville (Georgia)                   | | 30° 40′ 50,3″ N, 83° 58′ 20,6″ O   |
| Pegasus Broadcasting Tower                | 1999 pés           | 609,4 m            |            | Torre                  | transmissão UHF/VHF              | E.U.A.                 | Metcalf (Georgia)                       | Planejado                                                                                                   | 30° 40′ 52″ N, 83° 58′ 21″ O       |
| CBC Real Estate Tower Auburn              | 1999 pés           | 609,4 m            |            | Torre                  | transmissão UHF/VHF              | E.U.A.                 | Auburn (Dakota do Norte)                | Planejado                                                                                                   | 35° 40′ 29″ N, 78° 31′ 39″ O       |
| KLDE Tower                                | 1999 pés           | 609,3 m            | 1986       | Torre                  | transmissão UHF/VHF              | E.U.A.                 | Liverpool (Texas)                       | também conhecida como Clear Channel Broadcasting Tower, TX                                                  | 29° 17′ 17″ N, 95° 13′ 54″ O       |
| WCKW/KSTE-Tower                           | 1999 pés           | 609,3 m            | 1988       | Torre                  | transmissão UHF/VHF              | E.U.A.                 | Vacherie (Louisiana)                    | Mais alta estrutura de Louisiana; também conhecida como Clear Channel Broadcasting Tower, LA.               | 29° 57′ 11″ N, 90° 43′ 26″ O       |
| American Towers Tower Elkhart             | 1999 pés           | 609,3 m            | 2001       | Torre                  | transmissão UHF/VHF              | E.U.A.                 | Elkhart, Iowa                           | | 41° 49′ 48″ N, 93° 36′ 54,6″ O     |
| Salem Radio Properties Tower              | 1999 pés           | 609,3 m            | 2002       | Torre                  | transmissão UHF/VHF              | E.U.A.                 | Collinsville (Texas)                    | | 33° 32′ 08,4″ N, 96° 49′ 55″ O     |
| Stowell Cumulus Broadcasting Tower        | 1999 pés           | 609,3 m            | ?          | Torre                  | transmissão UHF/VHF              | E.U.A.                 | Stowell (Texas)                         | Construída embora mencionada na lista FCC como futura                                                       | 29° 41′ 52,5″ N, 94° 24′ 09,3″ O   |
| WLBT Tower                                | 1998 pés           | 609 m              | 1999       | Torre                  | transmissão UHF/VHF              | E.U.A.                 | Raymond (Mississippi)                   | Mais alta estrutura de Mississippi                                                                          | 32° 12′ 49,9″ N, 90° 22′ 56,5″ O   |
| Beasley Tower                             | 1997 pés           | 608,7 m            |            | Torre                  | transmissão UHF/VHF              | E.U.A.                 | Immokalee (Flórida)                     | Planejada, para ser o mais alta estrutura de Florida                                                        | 26° 17′ 37,3″ N, 81° 11′ 29,3″ O   |
| KYTV Tower 2                              | 1996 pés           | 608,4 m            | 1973       | Torre                  | transmissão UHF/VHF              | E.U.A.                 | Marshfield (Missouri)                   | também conhecida como American Tower Management                                                             | 37° 13′ 09,4″ N, 92° 56′ 57,4″ O   |
| SpectraSite Tower Raymond                 | 1996 pés           | 608,4 m            |            | Torre                  | transmissão UHF/VHF              | E.U.A.                 | Raymond (Mississippi)                   | | 32° 12′ 11,9″ N, 90° 23′ 34,8″ O   |
| Hoyt Radio Tower                          | 1996 pés           | 608,38 m           | 2003       | Torre                  | transmissão UHF/VHF              | E.U.A.                 | Hoyt (Colorado)                         | Mais alta estrutura de Colorado                                                                             | 39° 55′ 21,8″ N, 103° 58′ 20,2″ O  |
| Service Broadcasting Tower Decatur        | 1995 pés           | 608,1 m            | 2000       | Torre                  | transmissão UHF/VHF              | E.U.A.                 | Decatur (Texas)                         | | 33° 23′ 12″ N, 97° 33′ 58″ O       |
| WTVD Tower                                | 1994 pés           | 607,8 m            | 1978       | Torre                  | transmissão UHF/VHF              | E.U.A.                 | Auburn (Dakota do Norte)                | | 35° 40′ 06″ N, 78° 31′ 58″ O       |
| Channel 40 Tower                          | 1994 pés           | 607,8 m            | 1985       | Torre                  | transmissão UHF/VHF              | E.U.A.                 | Walnut Grove, Califórnia                | | 38° 16′ 18″ N, 121° 30′ 22″ O      |
| Liberman Broadcasting Tower Devers        | 1994 pés           | 607,7 m            | 2006       | Torre                  | transmissão UHF/VHF              | U.S.                   | Devers, Texas                           | | 30° 01′ 02,2″ N, 94° 32′ 47,9″ O   |
| KHYS Tower                                | 1992 pés           | 607,2 m            | 1997       | Torre                  | transmissão UHF/VHF              | E.U.A.                 | Devers, Texas                           | desmontado                                                                                                  | 30° 03′ 07″ N, 94° 31′ 39″ O       |
| Clear Channel Broadcasting Tower Devers   | 1992 pés           | 607 m              | 1988       | Torre                  | transmissão UHF/VHF              | E.U.A.                 | Devers, Texas                           | | 30° 03′ 06″ N, 94° 31′ 38″ O       |
| Media General Tower                       | 1992 pés           | 607 m              | 1987       | Torre                  | transmissão UHF/VHF              | E.U.A.                 | Awendaw (Carolina do Sul)               | | 32° 56′ 25″ N, 79° 41′ 44″ O       |
| Eastern North Carolina Broadcasting Tower | 1989 pés           | 606,2 m            | 1980       | Torre                  | transmissão UHF/VHF              | E.U.A.                 | Trenton (Carolina do Norte)             | | 35° 06′ 16″ N, 77° 20′ 11″ O       |
| WNCN Tower                                | 1989 pés           | 606,2 m            | 2000       | Torre                  | transmissão UHF/VHF              | E.U.A.                 | Garner, Carolina do Norte               | | 35° 40′ 29″ N, 78° 31′ 39″ O       |
| KELO TV Tower                             | 1985 pés           | 605 m              | 1974       | Torre                  | transmissão UHF/VHF              | E.U.A.                 | Rowena (Dakota do Sul)                  | | 43° 31′ 07″ N, 96° 32′ 06″ O       |
| WITN Tower                                | 1985 pés           | 605 m              | 1979       | Torre                  | transmissão UHF/VHF              | E.U.A.                 | Grifton (Carolina do Norte)             | também conhecida como Gray Television Tower                                                                 | 35° 21′ 56″ N, 77° 23′ 37″ O       |
| Noe Corp Tower                            | 1984 pés           | 604,7 m            | 1998       | Torre                  | transmissão UHF/VHF              | E.U.A.                 | Columbia (Louisiana)                    | | 32° 11′ 51″ N, 92° 04′ 14″ O       |
| Pappas Telecasting Tower                  | 1980 pés           | 603,6 m            | 2000       | Torre                  | transmissão UHF/VHF              | E.U.A.                 | Condado de Plymouth (Iowa)              | | 42° 35′ 12″ N, 96° 13′ 19″ O       |
| KHOU-TV Tower                             | 1975 pés           | 602 m              | 1992       | Torre                  | transmissão UHF/VHF              | E.U.A.                 | Missouri City (Texas)                   | | 29° 33′ 41″ N, 95° 30′ 05″ O       |
| Richland Towers Tower Missouri City       | 1,973 pés          | 601,3 m            | 2001       | Torre                  | transmissão UHF/VHF              | E.U.A.                 | Missouri City, Texas                    | | 29° 34′ 16″ N, 95° 30′ 38″ O       |
| Senior Road Tower                         | 1971 pés           | 600,7 m            | 1983       | Torre                  | transmissão UHF/VHF              | E.U.A.                 | Missouri City, Texas                    | | 29° 34′ 35″ N, 95° 30′ 37″ O       |
| KTRK-TV Tower                             | 1970 pés           | 600,5 m            | 1982       | Torre                  | transmissão UHF/VHF              | E.U.A.                 | Missouri City, Texas                    | | 29° 34′ 28″ N, 95° 29′ 38″ O       |
| Houston Tower Joint Venture Tower         | 1970 pés           | 600.5 m            | 1985       | Torre                  | transmissão UHF/VHF              | E.U.A.                 | Missouri City, Texas                    | | 29° 34′ 07″ N, 95° 29′ 58″ O       |
| American Towers Tower Missouri City       | 1970 pés           | 600.5 m            | 2000       | Torre                  | transmissão UHF/VHF              | E.U.A.                 | Missouri City, Texas                    | | 29° 33′ 45,1″ N, 95° 30′ 35,7″ O   |
| Fox-TV Tower                              | 1970 pés           | 600.4 m            | 1982       | Torre                  | transmissão UHF/VHF              | E.U.A.                 | Missouri City, Texas                    | | 29° 34′ 29″ N, 95° 29′ 38″ O       |
| Mississippi Telecasting Tower             | 1969 pés           | 600 m              | 1982       | Torre                  | transmissão UHF/VHF              | E.U.A.                 | Inverness (Mississippi)                 | | 33° 22′ 23″ N, 90° 32′ 25″ O       |
| WCNC-TV Tower                             | 1969 pés           | 600 m              | 1992       | Torre                  | transmissão UHF/VHF              | E.U.A.                 | Dallas (Carolina do Norte)              | | 35° 20′ 49,4″ N, 81° 10′ 14,2″ O   |
| Capstar Radio Tower                       | 1969 pés           | 600 m              | 2001       | Torre                  | transmissão UHF/VHF              | E.U.A.                 | Middlesex (Carolina do Norte)           | | 35° 49′ 54″ N, 78° 08′ 49″ O       |

## Os prédios mais altos da história

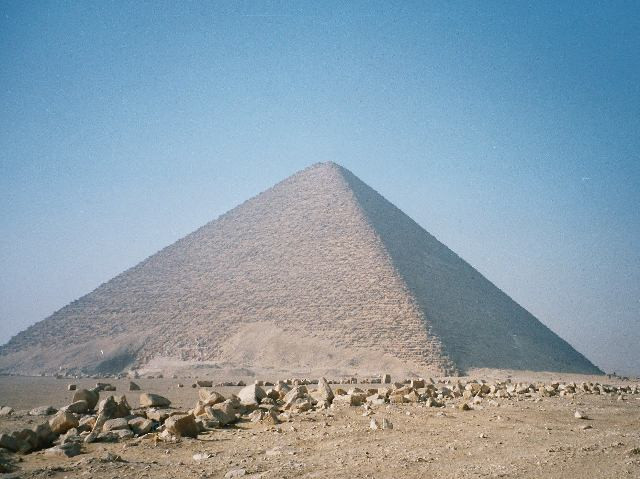
A Pirâmide Vermelha.
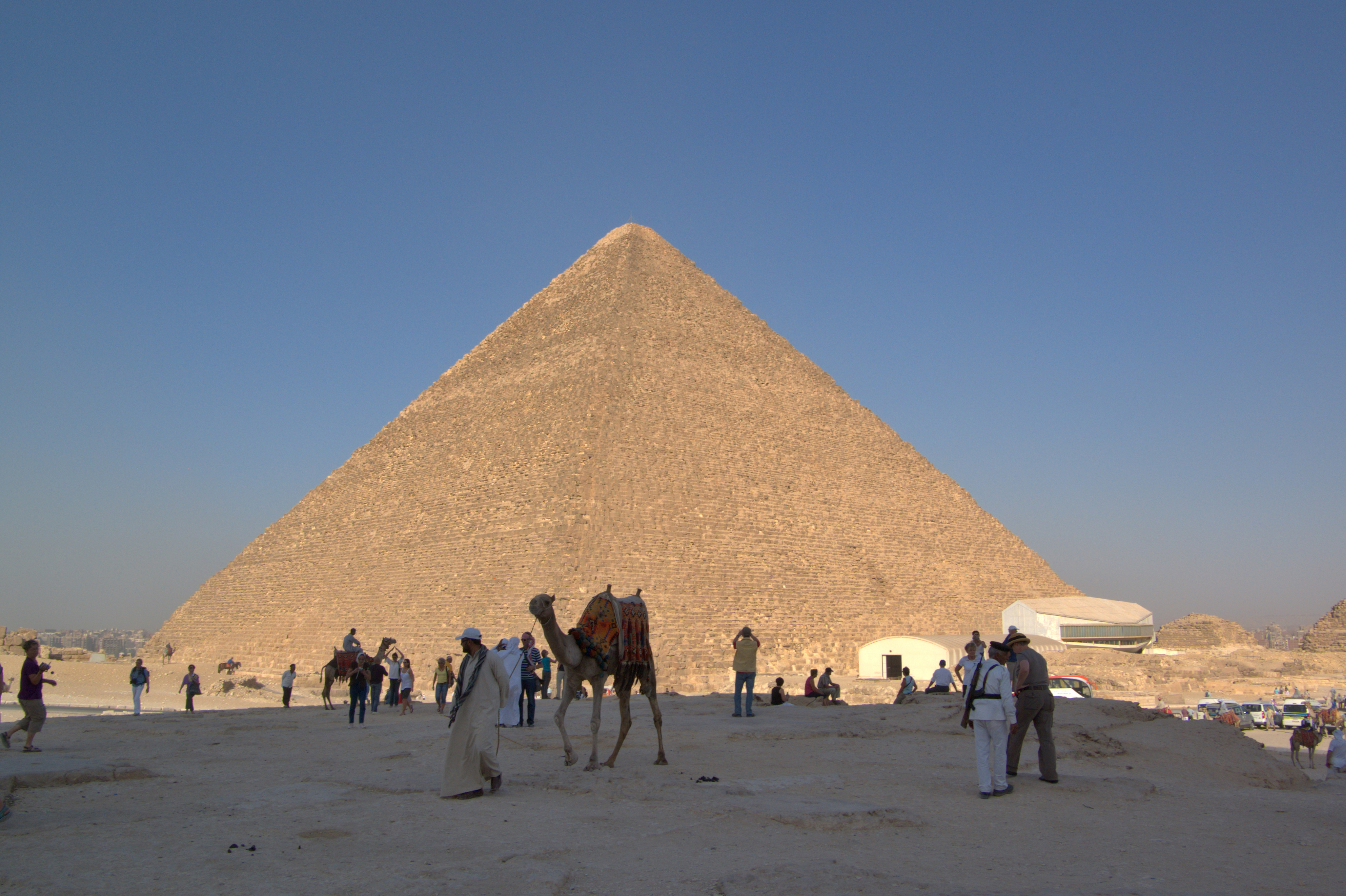
A Pirâmide de Quéops.
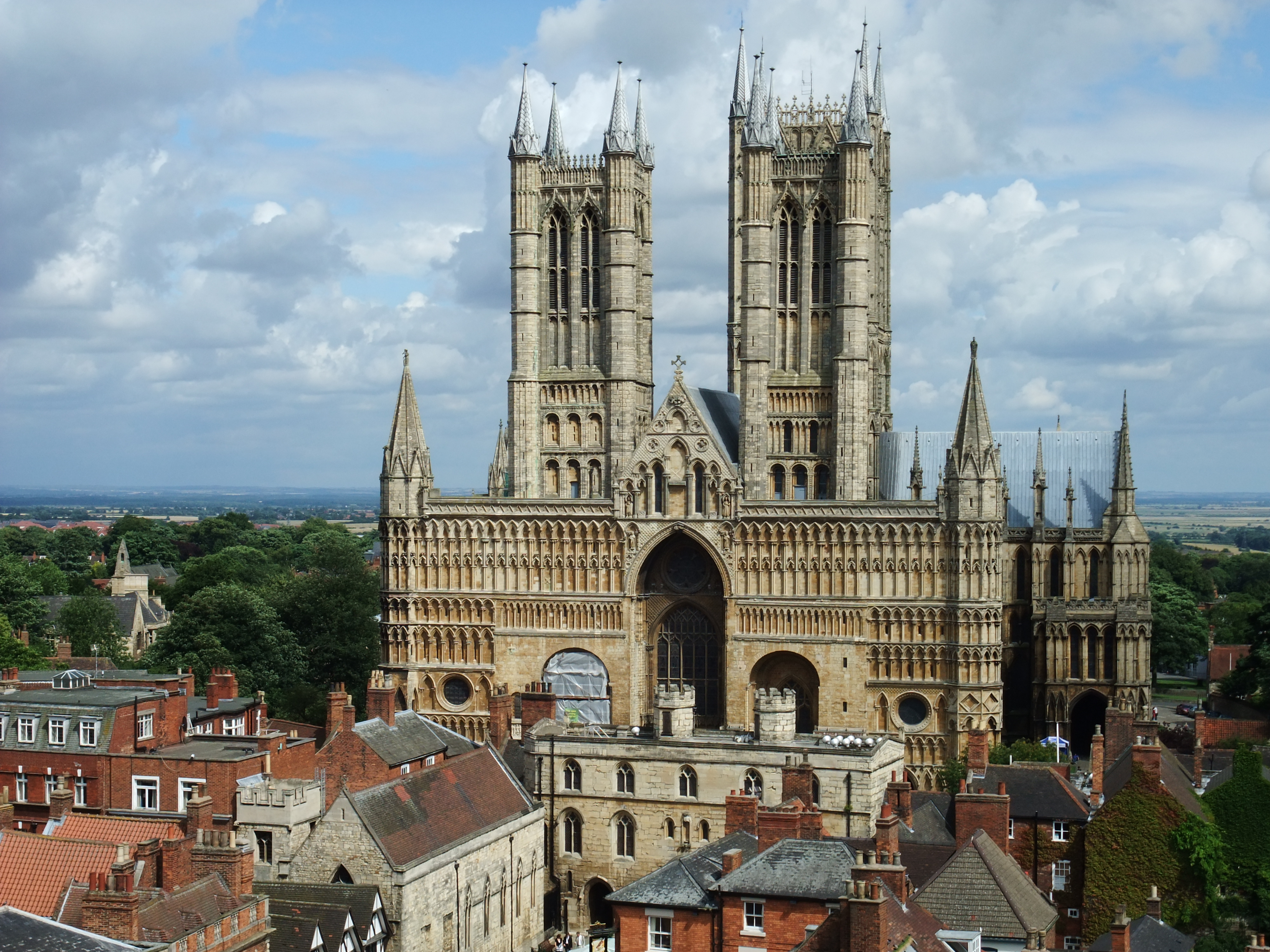
A Catedral de Lincoln.

| Recorde          | Recorde          | Nome                            | Localização                         | Construído ou inaugurado em | Altura  | Observações |
| De               | Até              | Nome                            | Localização                         | Construído ou inaugurado em | Altura  | Observações |
| ---------------- | ---------------- | ------------------------------- | ----------------------------------- | --------------------------- | ------- | --- |
| aprox. 2600 a.C. | aprox. 2570 a.C. | Pirâmide Vermelha               | Sneferu, Egito                      | aprox. 2600 a.C.            | 105 m   | |
| aprox. 2570 a.C. | aprox. 1300 d.C. | Pirâmide de Quéops              | Egito                               | aprox. 2570 a.C.            | 146 m   | Em 1439 d.C. a Pirâmide de Quéops já só media 139 m devido à erosão                                                   |
| aprox. 1300      | 1549             | Catedral de Lincoln             | Inglaterra                          | 1092–1311                   | 160 m   | O pináculo central foi destruído por uma tempestade em 1549                                                           |
| 1549             | 1625             | Igreja de São Olavo             | Tallinn, Estónia                    | 1438–1519                   | 159 m   | O pináculo ruiu ao ser atingido por um raio em 1625, foi reconstruído várias vezes e hoje a altura total é de 123 m   |
| 1625             | 1847             | Monastério de Notre Dame        | Estrasburgo, Alemanha (hoje França) | 1439                        | 143 m   | |
| 1847             | 1876             | Igreja de São Nicolau           | Hamburgo, Alemanha                  | 1846–1847                   | 147 m   | Projetado por George Gilbert Scott                                                                                    |
| 1876             | 1880             | Catedral de Notre Dame de Rouen | Rouen, França                       | 1202–1876                   | 151 m   | |
| 1880             | 1884             | Catedral de Colônia             | Colônia, Alemanha                   | 1248–1880                   | 157 m   | Até hoje é o mais alto pináculo gótico                                                                                |
| 1884             | 1889             | Monumento de Washington         | Washington, DC, Estados Unidos      | 1884                        | 169 m   | Até hoje é a maior estrutura de pedra auto-sustentada do mundo                                                        |
| 1889             | 1930             | Torre Eiffel                    | Paris, França                       | 1889                        | 300 m   | Na década de 1950 foi instalada uma antena de telecomunicações no topo da torre, fazendo a altura aumentar para 324 m |
| 1930             | 1931             | Chrysler Building               | Nova Iorque, Estados Unidos         | 1928–1930                   | 319 m   | |
| 1931             | 1972             | Empire State Building           | Nova Iorque, Estados Unidos         | 1930–1931                   | 381 m   | |
| -                | -                | The Illinois*                   | Chicago, Estados Unidos             | -                           | 1 731 m | O The Illinois foi um arranha-céu planejado por Frank Lloyd Wright em 1956, mas que nunca saiu do papel               |
| 1973             | 1974             | World Trade Center, Torre 1     | Nova Iorque, Estados Unidos         | 1972                        | 417 m   | Destruído nos Ataques de 11 de Setembro                                                                               |
| 1974             | 1998             | Sears Tower                     | Chicago, Estados Unidos             | 1974                        | 442 m   | |
| 1998             | 2004             | Petronas Towers                 | Kuala Lumpur, Malásia               | 1998                        | 452 m   | |
| 2004             | 2010             | Taipei 101                      | Taipé, Taiwan                       | 2004                        | 508 m   | |
| 2010             |                  | Burj Khalifa                    | Dubai, Emirados Árabes Unidos       | 2008                        | 818 m   | 4 de janeiro de 2010                                                                                                  |